# Georges Pézières
Georges Pézières, né le 2 mai 1885 à La Boissière (Hérault) et mort le 1er mars 1941 à Perpignan (Pyrénées-Orientales), est un résistant, homme politique français, et sénateur de 1936 à 1941 membre de la SFIO.

## Biographie
Fils d'un instituteur, Georges Pézières devient, après ses études, professeur de lettres au collège de Perpignan. Il adhère à la SFIO en 1924. Élu en 1925 conseiller municipal de Perpignan, il devient deuxième adjoint au maire en 1928. Battu en 1929, il devient cependant secrétaire de la fédération SFIO des Pyrénées-Orientales, poste qu'il occupe jusqu'en 1935, et qu'il cumule avec celui de secrétaire de la section de Perpignan à partir de 1934.
En octobre 1931, Georges Pézières est élu conseiller général de Saint-Paul-de-Fenouillet, et réélu six ans plus tard. En mars 1935, il retrouve son mandat de conseiller municipal, puis, en octobre, il est élu sénateur. Dans les années 1930, il est le principal collaborateur de Jean Payra, puissant président (SFIO) du conseil général.
Le 10 juillet 1940, Georges Pézières vote contre les pleins pouvoirs à Philippe Pétain.
Son enterrement est l'occasion pour Louis Noguères d'exprimer publiquement son hostilité au régime de Vichy.

## Sources
- « Georges Pézières », dans le Dictionnaire des parlementaires français (1889-1940), sous la direction de Jean Jolly, PUF, 1960 [détail de l’édition]
- Pierre Miquel, Les quatre-vingts, éditions Fayard, 1995,  (ISBN 2-213-59416-3)
- Jean Odin, Les Quatre-vingts, FeniXX réédition numérique, 1996, 232 p. (ISBN 978-2-40207-154-3)